# 文化科学高等研究院出版局
文化科学高等研究院出版局（ぶんかかがくこうとうけんきゅういんしゅっぱんきょく、英：EHESC）は、専門領域をこえた超領域研究を実施する文化科学高等研究院の出版部である。

## 文化科学高等研究院
1990年創設。山本哲士がジェネラル・ディレクターを務める。文化科学高等研究院では、文化資本研究、社会の非実定化をめぐる研究、都市研究、場所環境研究、ホスピタリティ研究などが国際的に取り組まれ、その成果が出版局によって刊行されている。
主なメンバーに、福井憲彦、高橋順一、内田隆三、矢野雅文、松下和夫、藤井貞和、浅利誠、金谷武洋、リュック・ボルタンスキー、モーリス・ゴドリエ、エドワード・アンドリュー、ロジェ・シャルチエ、ポール・ラビノウ、ジョン・アーリ、アルフレド・ロペス・アウスティン、らがいる。
研究者たちによる録画公開講座を、web intelligence universityとして公開提供している。また「文化資本学会」を2018年に設立し、2019年に「一般財団法人　日本国際高等学術会議」を設立し、研究生産活動を進めている。

## 出版局の活動

### 研究者自身による出版
今日の出版状況は商業主義に堕しているとの批判意識から、商品生産ではない文化資本を生産形成する（「資本経済」）として、2006年より研究者自身による出版事業を手がけている。具体的にはオンデマンド出版や少量生産による文化生産の経済的可能性に挑戦し、山本哲士『哲学の政治　政治の哲学』、楠元恭治『デザイン本質論』、吉本隆明『心的現象論』（愛蔵版:序説＋本論）などを刊行している。
『知の新書』を2021年２月より、毎月刊行している。

### 雑誌
飛島建設の協力を得て『ISLA』（全3号）を刊行したほか、1986年より河北秀也監修・山本哲士編集『季刊iichiko』を制作刊行している。『文化資本研究』年報が、2018年より刊行されている。